# Decreto sulla terra

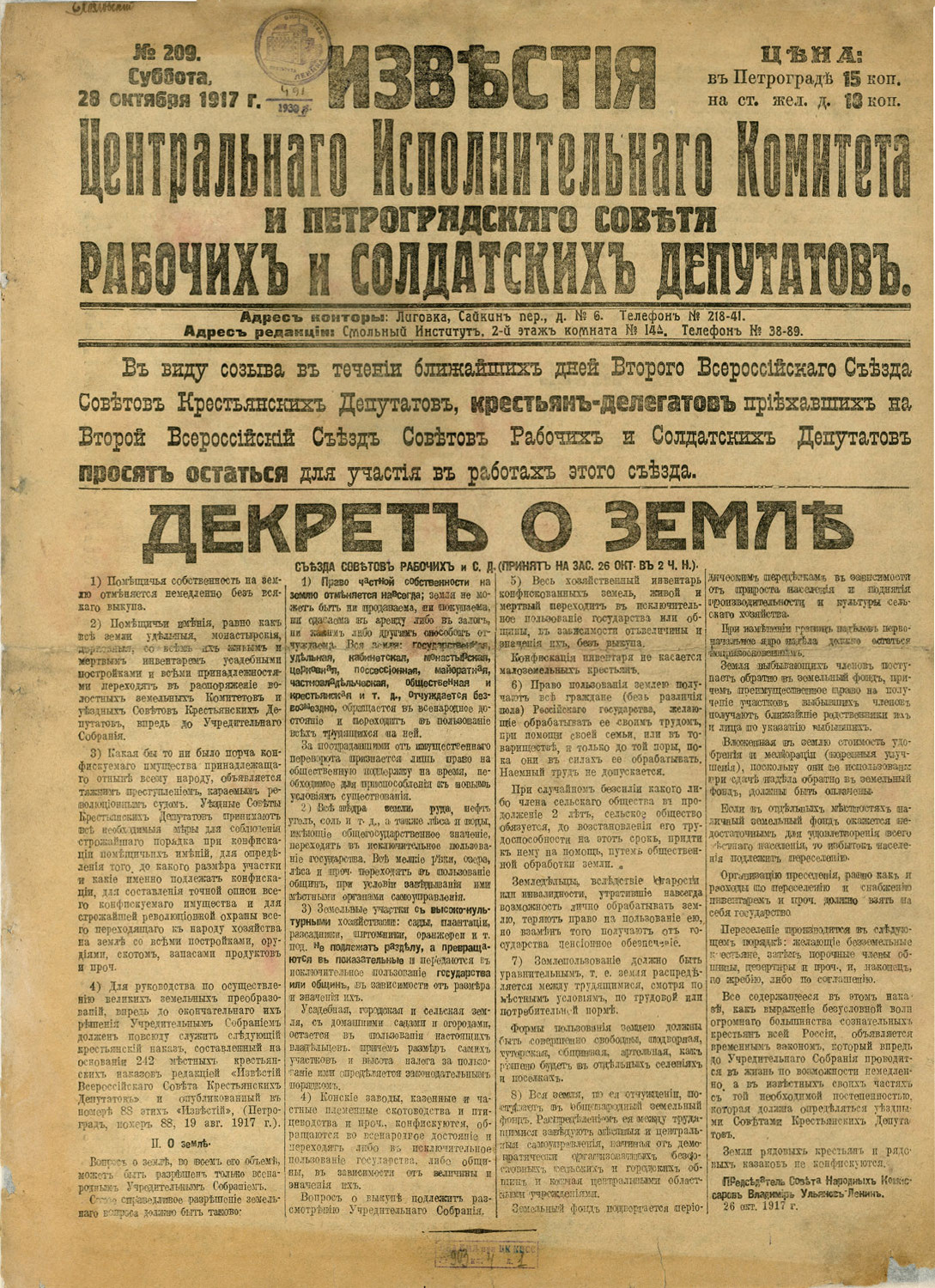
Pagina del decreto sulla terra

Il decreto sulla terra, scritto da Vladimir Lenin, è stato approvato dal Comitato esecutivo centrale pan-russo dei deputati dei lavoratori, dei soldati e dei contadini l'8 novembre 1917, a seguito del successo della Rivoluzione d'ottobre.
Decretò la ridistribuzione della proprietà fondiaria tra i contadini poveri (kombedy). Secondo il decreto sulla terra, i contadini poveri avevano facoltà di sequestrare le terre della nobiltà, dei monasteri e della chiesa. Questo decreto fu seguito il 19 febbraio 1918 da un decreto del Comitato esecutivo centrale dell'Unione Sovietica, "La legge fondamentale della socializzazione della terra". Questi decreti sono stati modificati dal codice fondiario del 1922 in virtù della Nuova politica economica.

## Origine
La sua stesura traé spunto dal "mandato contadino modello" presentato il 19 agosto 1917 dal Soviet panrusso dei deputati dei contadini, bozza di proposta di riforma agraria basata sul programma politico del Partito Socialista Rivoluzionario. Esso prevedeva:
- Abolizione della proprietà privata della terra
- Confisca del bestiame e degli attrezzi in surplus e loro equa suddivisione tra tutti i contadini
- Proibizione dell'uso di manodopera salariata
- Assegnazione secondo equa suddivisione dei lotti coltivabili, in usufrutto gratuito

## Estratti
(1) La proprietà fondiaria viene immediatamente abolita senza alcun indennizzo.
(2) I possedimenti terrieri, così come tutte le terre di corona, monastero e chiesa, con tutto il loro bestiame, attrezzi, edifici e tutto ciò che li riguarda, saranno messi a disposizione dei comitati della terra e dei soviet dei contadini in attesa della convocazione dell'Assemblea costituente.
(3) Tutti i danni alle proprietà confiscate, che d'ora in poi appartengono a tutto il popolo, sono proclamati un grave crimine che deve essere punito dai tribunali rivoluzionari. I soviet dei contadini adottano tutte le misure necessarie per assicurare l'osservanza dell'ordine più stretto durante la confisca delle proprietà terriere, per determinare la dimensione delle proprietà e le proprietà specifiche soggette a confisca, per redigere inventari esatti di tutte le proprietà confiscate e per proteggere nel modo più rigoroso rivoluzionario tutte le imprese agricole trasferite al popolo, con tutti gli edifici, attrezzi, bestiame, scorte di prodotti, ecc
(4) Il seguente mandato contadino, compilato dal quotidiano Izvestia da 242 mandati contadini locali e pubblicato nel n. 88 di tale documento (Pietrogrado, n. 88, 19 agosto 1917), servirà ovunque per autorizzare l'attuazione delle grandi riforme agrarie fino a quando l'assemblea costituente non prenderà una decisione definitiva su quest'ultima.

## Mandato contadino sulla terra
La questione fondiaria nella sua portata completa può essere risolta solo dalla popolare Assemblea costituente. La soluzione più equa della questione fondiaria è la seguente:
(1) La proprietà privata della terra sarà abolita per sempre; i terreni non devono essere venduti, acquistati, affittati, ipotecati o alienati in altro modo.
Tutta la terra, che sia di stato, corona, monastero, chiesa, fabbrica, privata, pubblica, contadina, ecc., deve essere confiscata senza compensazione e diventare proprietà di tutto il popolo e passare all'uso di tutti coloro che la desiderano.
Le persone che traggono nocumento da questa espropriazione della proprietà saranno considerate aventi diritto al sostegno pubblico solo per il periodo necessario all'adattamento alle nuove condizioni di vita.
(2) Tutta la ricchezza minerale: il minerale, il petrolio, il carbone, il sale, ecc., e anche tutte le foreste e le acque di importanza statale, passeranno ad uso esclusivo dello stato. Tutti i piccoli corsi d'acqua, laghi, boschi, ecc. devono passare nell'uso dei comuni, per essere amministrati dagli enti di autogoverno locali.
(3) Terre in cui viene praticata l'agricoltura scientifica di alto livello: frutteti, piantagioni di alberi, campi di semi, vivai, serre, ecc: non devono essere suddivisi, ma devono essere convertiti in fattorie modello, da restituire per uso esclusivo allo stato o ai comuni, a seconda delle dimensioni e dell'importanza di tali terreni.
I terreni domestici in città e villaggi, con frutteti e orti, saranno riservati per l'uso degli attuali proprietari, sulla base della dimensione delle aziende e la dimensione della tassa riscossa per il loro utilizzo, che saranno stabilite dalla legge.
(4) Allevamenti di cavalli, allevamenti di razza governativi e privati e allevamenti di pollame, ecc., Devono essere confiscati e diventare proprietà di tutto il popolo e passare in uso esclusivo dello Stato o di un comune, a seconda delle dimensioni e dell'importanza di tali fattorie.
La questione del risarcimento sarà esaminata dall'Assemblea Costituente.
(5) Tutto il bestiame e gli attrezzi agricoli delle proprietà confiscate passano nell'uso esclusivo dello stato o di un comune, a seconda delle loro dimensioni e importanza, e per questo non è previsto alcun indennizzo.
Gli attrezzi agricoli dei contadini con poca terra non devono essere confiscati.
(6) Il diritto di utilizzare la terra deve essere accordato a tutti i cittadini dello stato russo (senza distinzioni di sesso) desiderosi di coltivarla con il proprio lavoro, con l'aiuto delle loro famiglie o in associazione, ma solo fino a quando sono in grado di coltivarlo. Non è consentito l'impiego di manodopera assunta.
In caso di invalidità fisica temporanea di qualsiasi membro di un comune di villaggio per un periodo massimo di due anni, il comune di villaggio sarà obbligato ad assisterlo per questo periodo coltivando collettivamente la sua terra fino a quando non sarà di nuovo in grado di lavorare.
I contadini che, a causa della vecchiaia o della cattiva salute, sono permanentemente disabili e incapaci di coltivare personalmente la terra, perderanno il diritto al loro utilizzo ma, in cambio, percepiranno una pensione dallo stato.
(7) Il possesso fondiario deve essere su una base di uguaglianza, vale a dire, il terreno deve essere distribuito tra i lavoratori in conformità con uno standard di lavoro o uno standard di sussistenza, a seconda delle condizioni locali.
Non ci sono assolutamente restrizioni sulle forme di possesso della terra: famiglia, fattoria, comunità o cooperativa, nel modo in cui sarà deciso in ogni singolo villaggio e insediamento.
(8) Tutte le terre, quando alienate, diventeranno parte del fondo fondiario nazionale. La sua distribuzione tra i contadini sarà stabilita dagli enti di autogoverno locali e centrali, dai comuni di villaggi e città organizzati democraticamente, in cui non vi sono distinzioni di rango sociale, agli enti del governo regionale centrale.
Il fondo fondiario è soggetto a ridistribuzione periodica, a seconda della crescita della popolazione e dell'aumento della produttività e del livello scientifico dell'agricoltura.
Quando i confini delle assegnazioni vengono modificati, il nucleo originale dell'assegnazione deve essere lasciato intatto.
La terra dei membri che lasciano il comune tornerà al fondo fondiario; il diritto preferenziale a tale terra è dato ai parenti stretti dei membri che hanno lasciato, o alle persone da questi designate.
Il costo dei fertilizzanti e dei miglioramenti apportati al terreno, nella misura in cui non sono stati completamente utilizzati al momento in cui l'assegnazione viene restituita al fondo del terreno, deve essere compensato.
Se il fondo fondiario disponibile in un determinato distretto dovesse rivelarsi inadeguato per le esigenze della popolazione locale, la popolazione eccedentaria dovrà essere stabilita altrove.
Lo Stato si farà carico dell'organizzazione del reinsediamento e ne sosterrà il costo, nonché i costi di fornitura degli attrezzi, ecc.
Il reinsediamento deve essere effettuato nel seguente ordine: contadini senza terra che desiderano reinsediarsi, quindi membri del comune che hanno cattive abitudini, disertori e così via e, infine, per sorte o per accordo.

## Controversie
Malgrado la carta indicasse un utilizzo in usufrutto dei terreni espropriati, essa fu sempre interpretata soggettivamente in maniera ambigua, tanto che, a dispetto dell'impostazione marxista originaria, ogni contadino beneficiario si considerò pressoché universalmente come suo proprietario. Questo atteggiamento comportò problemi ogni volta allorché lo stato intese vantare diritti sul prodotto o sul terreno stesso, causando sommosse che caratterizzarono continuamente l'esistenza dello stato sovietico fino alla effettiva collettivizzazione indetta da Giuseppe Stalin a partire dal 1928 coi sovchoz. In particolare durante il comunismo di guerra, quando abolito il denaro ed il commercio lo stato intese (con un decreto uscito nel maggio 1918) la requisizione dell'intero prodotto concedendo al contadino (interpretato in pratica come dipendente salariato cui il terreno era solo affidato per la sua produzione) solamente la parte equamente suddivisa lui spettante come da razionamento, privandolo di un prodotto da lui interpretato come potenzialmente vendibile (al mercato nero essendo abolito il commercio) con lucro. La situazione si era aggravata da quando (11 giugno 1918) i contadini che avevano ricevuto la terra ("kombedy") furono dotati di libertà di associazione (soviet propri, quindi a difesa dei propri interessi particolari), aprendo di conseguenza la necessità di applicare metodi liberticidi allo scopo di reprimere tali interessi particolari esistenti. Difatti appena attuato il cosiddetto comunismo "di guerra" (28 giugno 1918) subito avviene la prima rivolta contro questo sistema, a Balakovo dove i "kombedy" linciarono gli esattori bolscevichi delle famigerate squadre annonarie; questo tipo di rivolte nel corso dei successivi due anni si susseguiranno una dietro l'altra (in un paese rurale nel quale l'agricoltura era il fondamento) e relativa necessità di repressione, coinvolgendo complessivamente alla fine praticamente l'intero territorio russo seppur con cadenze temporali diverse. A mettere fine alle rivolte fu l'introduzione della nuova politica economica che concesse ai contadini di vendere il prodotto, pagando solo una tassa in denaro. La NEP certo aumentò enormemente la produzione agricola e rallentò la carestia in corso, ma molti di essi si arricchirono speculando grazie alle nuove possibilità di mercato, chiamati "uomini della NEP". Per questi motivi il Decreto sulla terra fu criticato da sinistra, in quanto invece di collettivizzarla sotto la forma che poi verrà presa da Stalin nei sovchoz venne invece distribuita ai piccoli contadini lasciandoli subdolamente intendere di esserne divenuti proprietari. Nel 1928 Stalin abolì la NEP ed espropriò le terre, accanendosi sui kulaki che protestarono.

Malgrado accusato dalla sinistra di aver compiuto un atto di demagogia, le reali intenzioni di Lenin sono ammesse in un suo discorso:
Noi dicemmo apertamente che [il decreto sulla terra] non rispondeva alla nostra visione, che non era il comunismo; tuttavia, noi non volevamo imporre ai contadini ciò che era consono non alla loro visione, ma solo al nostro programma.
E:
In quanto governo democratico, noi non possiamo eludere le delibere delle masse popolari, quand'anche non fossimo d'accordo con esse.

Gli fece eco Vladimir Karelin: 
È come se l'operaio di fabbrica ricevesse, sotto forma di salario in natura, una quota della produzione manifatturiera, una parte della quale andava poi barattata con generi alimentari.